# والری دیمو
والری دیمو (انگلیسی: Valeriy Dymo؛ زادهٔ ۹ سپتامبر ۱۹۸۵) شناگر اهل اوکراین است.